# Jade (DC Comics)
Jade é uma super-heroína alter-ego de Jennifer-Lynn Hayden, também chamada de Jennie, filha do Lanterna Verde da Era Ouro Alan Scott com a vilã Espinho (Rose Canton), e irmã gêmea de Manto Negro (Todd James Rice). Ela é membro fundadora da Corporação Infinito. Ela também é a primeira terráquea Lanterna Verde do gênero feminino, e inicialmente não precisava usar um anel energético. Foi membro da Sociedade da Justiça, e posteriormente da Liga da Justiça. Como interesse romântico, relacionou-se com Onda Mental Jr. (Henry King, Jr.) e depois com Lanterna Verde Kyle Rayner. Criada por Roy Thomas e Jerry Ordway, estreou na história "The Infinity Syndrome" na revista All-Star Squadron #25, de setembro de 1983. Dentro do DC Rebirth em diante, a personagem reaparece com grande parte de sua história intacta e serve como membro da Sociedade da Justiça da América, onde ela até serve como presidente interina da equipe.
Jade apareceu na segunda e terceira temporada de Stargirl na rede CW, interpretada por Ysa Penarejo.

## História
Durante a curta duração do casamento, Rose Canton engravidou de gêmeos, mantendo em segredo do marido (Alan Scott). Depois de dar à luz, abandonou seus filhos no hospital, temendo que sua personalidade como a maligna Espinho os matasse. Separada de seu irmã, Jennie foi enviada para Fielding Home for Girls. Foi durante seu tempo no orfanato que seus poderes se manifestaram pela primeira vez. O zelador do orfanato molestava as meninas e, numa noite de Natal, ele escolheu Jennie-Lynn como sua próxima vítima. De repente, a marca de nascença verde em sua palma começou a brilhar e ela disparou um pulso místico de energia verde. Alguns meses depois, ela foi adotada pela família Hayden. Como meta humana, ela tradicionalmente capaz de manipular a energia mística do Coração Estrelar (Starheart no original), permitindo que ela voe e crie construções verdes semelhantes de um Lanterna Verde normal. No entanto, houve um breve período em que ela perdeu essa habilidade natural, e recebeu um anel sobressalente dos Lanternas Verdes, permitindo que ela canalizasse o aspecto da força de vontade do espectro emocional. Posteriormente, após descobrir a verdade e encontrar com seu irmão gêmeo Manto Negro (Todd James Rice), juntos reuniram-se com Escaravelho de Prata (Hector Hall), Bóreas (Norda Cantrell), Fúria (Lyta Trevor), Esmaga-Átomo (Albert Julian Rothstein), fundando a Corporação Infinito apadrinhados por Sideral (Sylvester Pemberton). Anos após, muda-se para Nova Iorque, e torna-se motivo de ciumes do breve relacionamento de Donna Troy com Kyle Rayner, que acaba em rompimento devido a uma terrível tragédia pessoal dela. Ele namorou Jade logo depois, mas os dois terminaram quando Kyle esbarrou em Donna novamente e Jade foi feito para se sentir como a namorada reserva de Kyle. Os dois voltariam a se reunir e Kyle propôs-lhe um anel dos Lanternas Verdes, tornando Jade a primeira Lanterna Verde do sexo feminino. Mais tarde, ela acaba morta na Guerra entre Rann e Thanagar. Após Safira Estrela revelar a ele que Jennie é o verdadeiro amor, Kyle encontra-se com Guy Gardner lembrando de como passaram o "Dia do Tributo" em memória de heróis da Terra que caíram, e visita o túmulo de Jade. Logo após, ela retorna anos depois como Lanterna Negra em A Noite Mais Densa, e ela imediatamente abraça e beija Kyle na frente de Soranik, filha de Sinestro e namorada de Kyle. Ele nunca realmente lida com isso até que ele e Soranik inevitavelmente terminem.

### Blackest Night
Em Blackest Night, Jade é temporariamente revivida como uma Lanterna Negra antes de eventualmente ser completamente revivida.
Jade mais tarde ajuda a Liga da Justiça a lutar contra Alan Scott, que caiu sob o controle do Coração Estrelar. Durante esse tempo, ela é fundida com Manto Negro, formando uma entidade também controlada pelo Coração Estrelar, antes de serem separados.

### Os Novos 52
Jade e a Sociedade da Justiça não estão presentes na reinicialização da continuidade dos Novos 52. Em Doomsday Clock , isso é revelado como o resultado do Doutor Manhattan alterando a linha do tempo para impedir que Alan Scott se tornasse um Lanterna Verde.  A Sociedade é finalmente restaurada depois que Superman convence Manhattan a restaurar a linha do tempo. 

## Poderes e habilidades
Jade herdou o poder de manipular e gerar energias esmeraldas semelhantes às energias alimentadas pelo Coração Estrelar também utilizadas pelo anel original do Lanterna Verde. Ao contrário do anel de seu pai, suas energias são auto-renováveis e permitem poderes como o voo.  Ela também possui o poder de controlar plantas e fotossíntese . Depois de perder temporariamente seus poderes, ela empunhou um anel do Lanterna Verde para compensar.

## Outras versões
Uma Jade não relacionada, Nicki Jones , aparece em 52. Ela é uma estudante de artes gráficas do Instituto de Arte de São Francisco e membro da Corporação Infinito de Lex Luthor, que possui poderes semelhantes aos da Jade original. 
- Uma variante de Jade da Terra-22 em um universo alternativo aparece em O Reino do Amanhã
- Uma variante de universo alternativo de Jade da Terra-9 aparece no universo Tangent Comics. Esta versão é uma agente asiática de Meridian com tatuagens de dragão que ela pode trazer à vida.
- Uma variante de universo alternativo de Jade aparece em Ame-Comi Girls. Esta versão é Jade Yifei , uma adolescente chinesa e filha de um oficial do Congresso Nacional do Povo que ficou cega quando jovem. Durante um ataque à sua família, ela é escolhida por um anel de poder do Lanterna Verde, que restaura parcialmente sua visão.

## Recepção
Ela foi classificada em 34º lugar na lista das "100 mulheres mais sexy dos quadrinhos" do Comics Buyer's Guide .

## Em outras mídias

### Televisão
Jennie-Lynn Hayden aparece em Stargirl, interpretada por Ysa Penarejo.  Introduzida na segunda temporada, ela invade a casa de Courtney Whitmore para recuperar a lanterna de Alan Scott, apenas para ser atacada por Courtney. Depois que Jennie se apresenta a Courtney e à família deste último, Courtney fica cética quanto às intenções de Jennie, acreditando que ela é uma toupeira da Sociedade da Injustiça . Enquanto Pat Dugan treina Jennie para controlar seus poderes, que inicialmente parecem estar conectados à lanterna de Scott, Courtney eventualmente se desculpa. Depois de se sentir isolada e emocional por seu irmão desaparecido Todd Rice , Jennie quebra a lanterna e fortalece seus poderes, após o que Dugan teoriza que a própria Jennie é a fonte. Depois disso, Jennie sai para encontrar Rice, embora Courtney e Dugan mais tarde a recrutem para ajudá-los a lutar contra Eclipso . Na terceira temporada, Jennie recebe a ajuda de Sandy Hawkins para encontrar Rice e o ajuda a controlar seus poderes depois de descobrir que eles estão conectados aos dela.

### Filme
[editar]
Uma variante de universo alternativo de Jade da Terra-2 faz uma aparição especial sem fala em Liga da Justiça: Crise nas Infinitas Terras.  Esta versão é membro da Sociedade da Justiça da América .

### Vídeogame
Jade aparece como uma invocação de personagem em Scribblenauts Unmasked: A DC Comics Adventure . 

### Variado
- Jade aparece em Justice League Adventures #20.
- Jade aparece em Legion of Super Heroes in the 31st Century #6 como um membro da Tropa dos Lanternas Verde.